# سارا نتانیاهو
سارا نتانیاهو (به عبری: שרה נתניהו؛ نامیده‌شده با نام اصلی سارا بن آرتزی؛ زاده ۵ نوامبر ۱۹۵۸ در اسرائیل) همسر نخست‌وزیر اسرائیل، بنیامین نتانیاهو است.

## زندگی

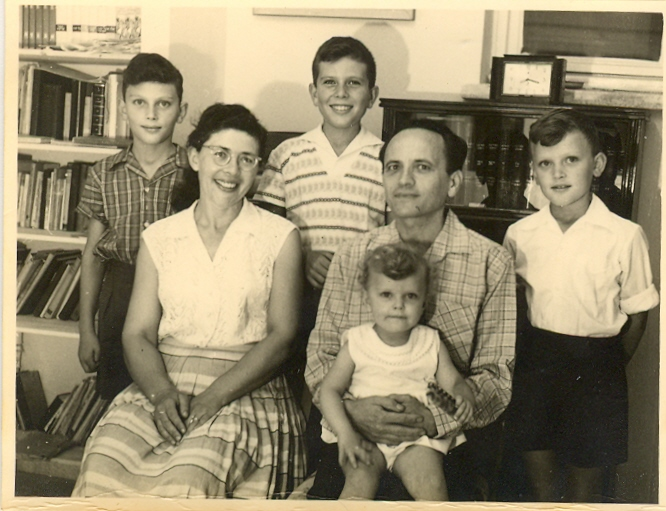
سارا با خانواده در سال ۱۹۶۰

نتانیاهو در سال ۱۹۸۰ با دورون نیوبرگر ازدواج کرد. این زوج در سال ۱۹۸۷ طلاق گرفتند. در سال ۱۹۹۱، وی با بنیامین نتانیاهو ازدواج کرد. آن‌ها صاحب دو پسر هستند.
در سال ۲۰۱۰، پسرش آونر برنده جایزه مسابقات بین‌المللی کتاب مقدس در سطح ملی شد و در رتبه سوم در سطح بین‌المللی قرار گرفت.

## نگارخانه

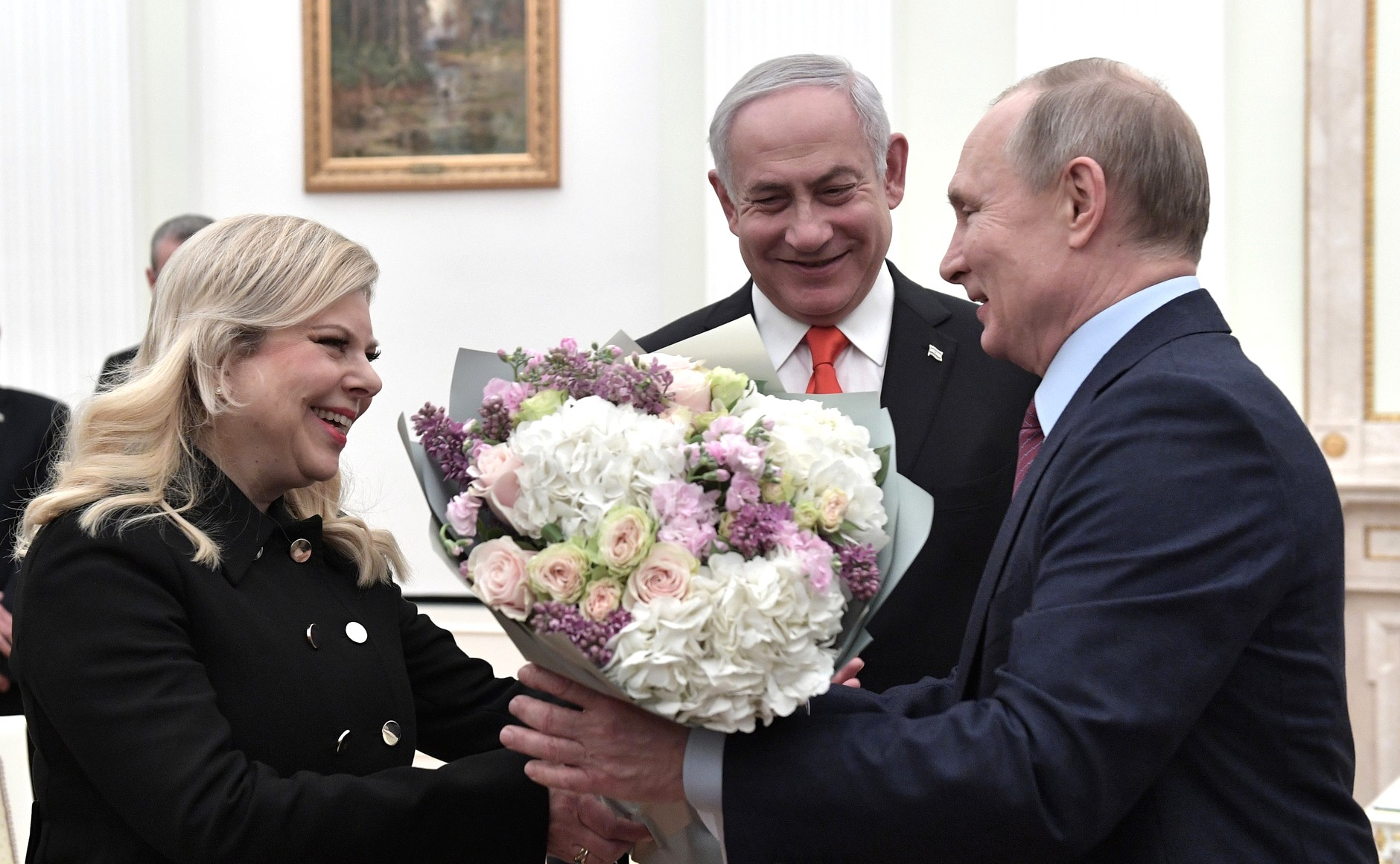
ولادیمیر پوتین درحال گل دادن به سارا نتانیاهو
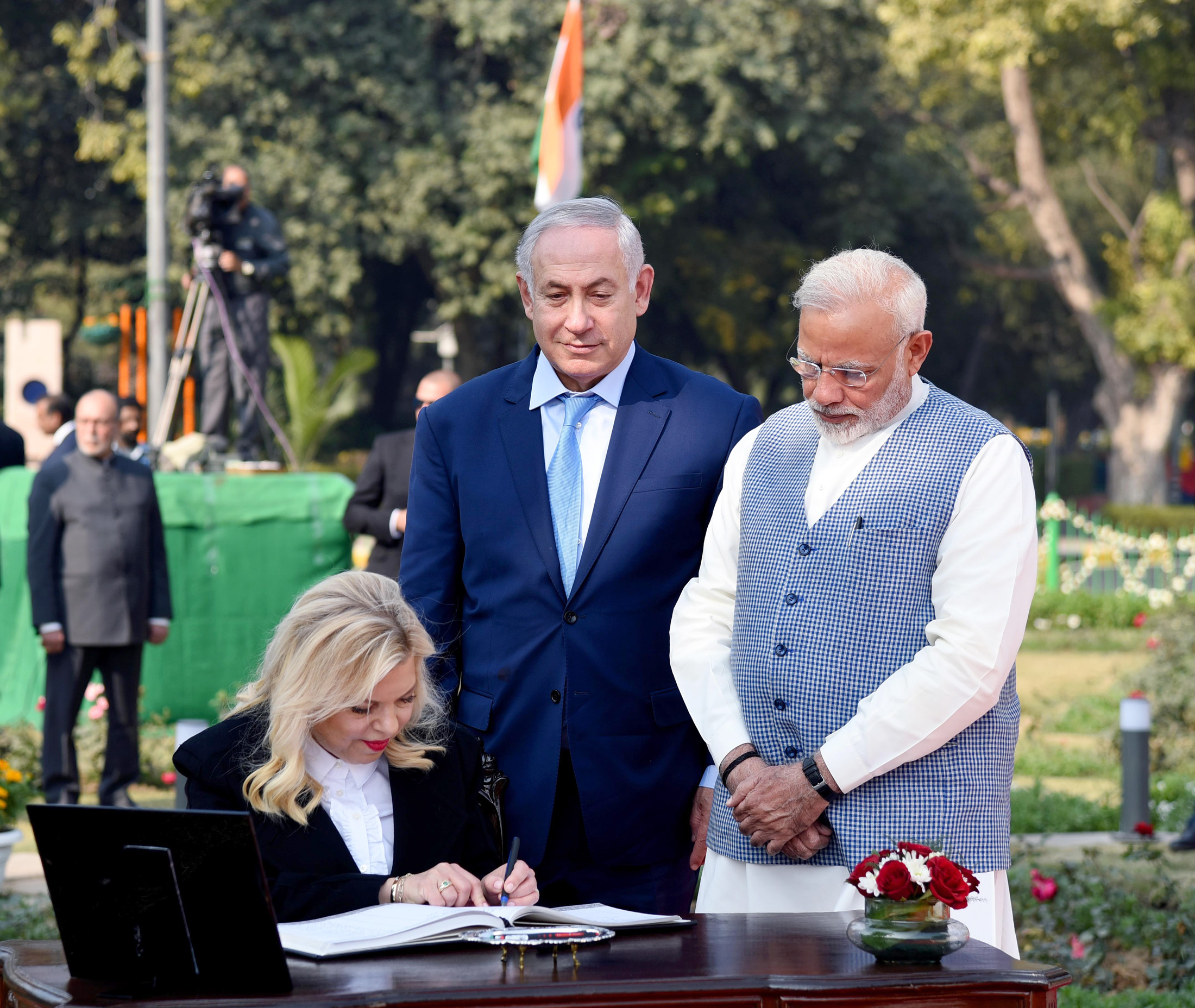
نتانیاهو و همسرش درکنار نارندرا مودی نخست‌وزیر هند
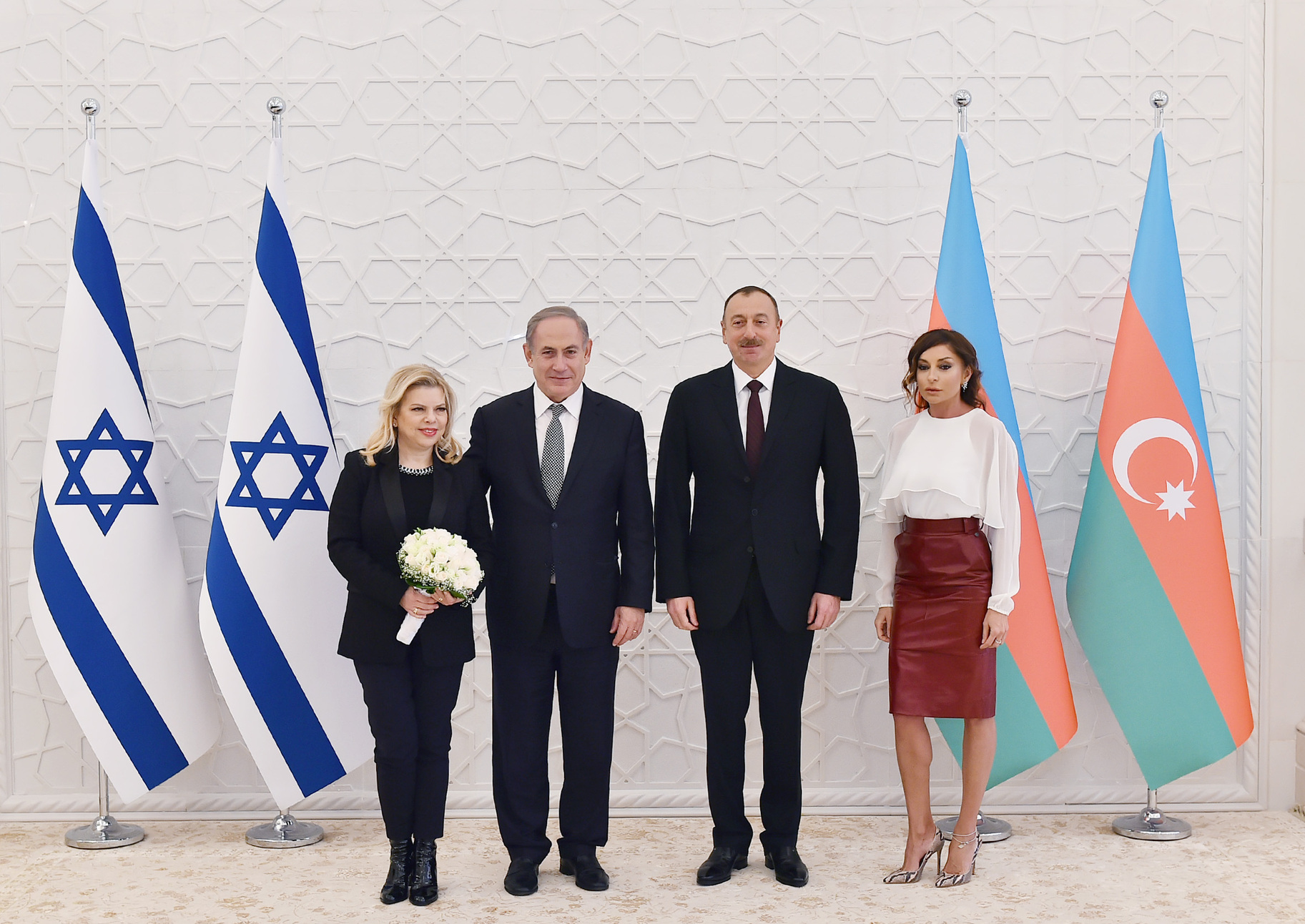
نتانیاهو و همسرش در کنار الهام علی‌اف و همسرش